# Słownik gramatyczny języka rosyjskiego Zalizniaka
Słownik gramatyczny języka rosyjskiego Zalizniaka – opracowany przez Andrieja Zalizniaka słownik zawierający około 100 tys. słów języka rosyjskiego z ich pełnym opisem morfologicznym. Stanowi podstawowe źródło morfologiczne, w którym po raz pierwszy został zaproponowane systematyczne podejście do opisu gramatyki paradygmatów, które obejmują nie tylko zmiana literowego składu słów, ale i akcentu wyrazowego.
Słownik odzwierciedla (za pomocą specjalnego systemu symboli) współczesne zmiany słów, czyli deklinacja rzeczowników, przymiotników, zaimków, liczebników i odmiana czasowników. Słownik Zalizniaka jest słownikiem a tergo, w którym słowa są uporządkowane według liter kończących słowo.
Słownik po raz pierwszy został wydany w 1977 roku, od tego czasu był wielokrotnie wznawiany. Elektroniczna wersja tego słownika jest podstawą większości współczesnych programów komputerowych, wykorzystujących rosyjską morfologię takie jak systemy sprawdzania pisowni i tłumaczenia maszynowego, automatycznego streszczenia i tak dalej.
Słownik Zalizniaka znajduje się na liście czterech słowników i podręczników zawierający normy współczesnego rosyjskiego języka literackiego, zatwierdzonych w 2009 r. przez Międzyresortową Komisję Języka Rosyjskiego w Ministerstwo Edukacji i Nauki FR.